# Аккая (приток Кызылчина)
Аккая — река в России, протекает по Кош-Агачскому району Республики Алтай.

## Этимология
Название этимологизируется из двух слов: алт. Ак — белый, чистый и Кайа — скала, утёс. Ак-Кайа — белая, голая, чистая, хорошая, без леса и камня скала.

## Описание
Истоки реки находятся на западных склонах горного массива Сукор. Огибая массив с юга, река впадает в реку Кызылчин, недалеко от села Чаган-Узун.